# Gare des Loges - Vaucottes-sur-Mer
La gare des Loges - Vaucottes-sur-Mer est une gare ferroviaire, fermée, de la ligne des Ifs à Étretat, située sur le territoire de la commune des Loges, dans le département de la Seine-Maritime en région Normandie.

## Situation ferroviaire
Établie à 109 mètres d'altitude, la gare d'Étretat était située au point kilométrique (PK) 223,8 de la ligne des Ifs à Étretat, entre les gares de Froberville - Yport et de Bordeaux - Bénouville.
Elle dispose de deux voies et de deux quais, qui subsistent de nos jours.

## Histoire
La ligne des Ifs à Étretat a été déclarée d'intérêt public le 17 août 1885, sous la forme d'un embranchement se détachant en gare des Ifs de la ligne de Bréauté - Beuzeville à Fécamp ; elle a été mise en service le 22 juin 1895, la gare des Loges - Vaucottes-sur-Mer ouvrit à cette même occasion. Elle est située à proximité du bourg des Loges et à quatre kilomètres de la station balnéaire de Vaucottes, faisant partie de la commune de Vattetot-sur-Mer. Le trafic voyageurs fut interrompu le 30 juin 1951, les trains étant remplacés par des autobus. Le trafic marchandises perdura jusqu'au 3 avril 1972. La ligne est déclassée le 20 septembre 1995, puis rachetée par les communes riveraines pour l'exploiter à des fins touristiques. Sous le nom de Train touristique Étretat-Pays de Caux, la voie ferrée revit à partir de 2000 proposant une activité de vélo-rail combinée avec une circulation en draisine sur la portion de ligne comprise entre les gares des Loges - Vaucottes et d'Étretat (soit un peu plus de cinq kilomètres).

## Patrimoine ferroviaire
Le bâtiment voyageurs d'origine est toujours présent. Réaffectée, il est devenu le centre d'exploitation des trains touristiques et vélos-rails d'Étretat.